# トミー・ウォルター
トーマス・エドワード "トミー" ウォルター (Thomas Edward "Tommy" Walter、1970年10月30日 - ) は、カリフォルニア州サウザンドオークス出身のアメリカ合衆国の音楽家、ソングライター。自身のバンドであるアバンダンド・プールズおよび、結成メンバーであるイールズの元ベーシストとして最もよく知られる。

## 経歴

### 生い立ちとイールズ時代
カリフォルニア州ウェストレイクビレッジで、飛行機パイロットの父とスチュワーデスの母の間に生れた。父はカナダ出身で、トミーが生れた時には既に46歳であった。質素な中流家庭で育ったトミーは若くしてベースの演奏を始め、大学在学中はフレンチ・ホルンを教わった。南カリフォルニア大学を卒業し、パシフィック大学の大学院に進んだ。西洋音楽理論で教鞭を執る傍ら、地元ロサンゼルスの音楽家たちと仕事をした。
シンガーソングライターのマーク・オリヴァー・エヴェレット（通称"E"）、ジョナサン・ノートンと出会いイールズを結成。エヴェレットはイールズ結成前に、既に2枚のレコードを「E」名義で発表していた。バンド名はEのソロ作品の隣に並べられるような名前にしたつもりだったが、イーグルスなどのようなバンドがあったため、結果的にこの目論見は失敗した。
イールズでは新曲の制作のほか、Eがそれまでに作曲した楽曲への改良も行った。1996年にデビュー・アルバム『ビューティフル・フリーク』を発表。しかし、1年に亘るツアーを行った後にウォルターがバンドを脱退。脱退の理由はEの人間性が気に入らなかったことと、『ビューティフル・フリーク』の成功以前の制作におけるジョナサンと彼自身の貢献が無駄になったからだとインタビューで語っている。
イールズを脱退したすぐ後に、メトロマックスという名の新たなバンドを結成。程なくしてバンド名をテリーに改め、インターネットを通じてアルバムを発表したものの、大きな成功を得るには至らなかった。ウォルターはこのバンドを発展させる形で、ソロ・プロジェクト「アバンダンド・プールズ」を立ち上げた。

### 『ヒューマニスティック』（2001年 - 2004年）
新曲のほか、テリー〜メトロマックス時代に制作した楽曲を加え、2001年にエクスタシー・レコード・インターナショナルからソロ・アルバム『ヒューマニスティック』を発表。このアルバムにはフレンテ!などのゲスト・ミュージシャンが参加し、フレンテ!は「スタート・オーヴァー」「ルーイン・ユア・ライフ」「サニー・デイ」「シード」でバッキング・ボーカルを執っている。
アバンダンド・プールズはソロ・プロジェクトの形をとっているものの、リア・ランディとブライアン・ヘッドがそれぞれベースとドラムスを演奏している。いくつかのツアーを成功させ、ガービッジやア・パーフェクト・サークル、レニー・クラヴィッツらとともにヘッドライナーを飾ったりもした。ザ・レイト・レイト・ショーに出演し、「マーシー・キス」「レメディー」の2作のビデオも発表した。ツアーの様子を収めたビデオ「モンスター」は何年も公開されていなかったが、MTVの公式ウェブサイトを通じて公開された。
2002年、同じくMTVで放送されたテレトゥーンのアニメ番組『クローン・ハイ』のテーマソングを担当。番組のバッキングでは多くのアバンダンド・プールズの楽曲が聴くことができる。ウォルターは最終回で本人役の声を担当した。『クローン・ハイ』開始後、主にエクスタシー・レコード・インターナショナルの解散を理由にツアーが中止になった。

### 『アームド・トゥ・ザ・ティース』（2005年 - 2007年）
ファンとの交流と病気の愛猫イギーの世話を続けながら、ウォルターは新アルバムに収録するための新曲の制作を数年間続けた。やがてユニバーサルに拾われ、新アルバムのための私生活や政治的主張を主なインスピレーションにした新曲を制作した。
再度ブライアン・ヘッドと組み、ギタリストにシーン・ウールステンハルムを迎え、2004年にウォルターは新アルバムのレコーディングに入った。2005年6月に数曲の新曲とB面、デモを集めたEP『ザ・リバーブ・EP』、2005年9月に2作目のアルバム『アームド・トゥ・ザ・ティース』を発表した。
2006年1月、ウォルターは自身のオンライン・ジャーナルに、ユニバーサル・レコードがこのアルバムのプロモーションを中止したと記した。後にユニバーサルから去り、アバンダンド・プールズは再びワンマン・プロジェクトに戻った。以降、オルタナティブ・ロック・バンドのグレイシャー・ハイキングと、エレクトロニカ・プロジェクトのオリバー・ザ・ペンギンという2つのサイド・プロジェクトを発足させた。

### 『サブライム・カレンシー』（2011年 - 2012年）
『サブライム・カレンシー』に収録されるシングルとして2011年3月3日に「イン・サイレンス」、2011年6月7日に「マリーゴールド」を発表。いずれも全ての音楽配信サイトで販売された。
2012年1月30日、新たにトゥース・アンド・ネイル・レコードと契約し、アルバム『サブライム・カレンシー』はこのレーベルから近々にリリースされることを発表した。
2012年5月17日、アルバム『サブライム・カレンシー』が11曲構成であることを発表。2012年7月10日、『サブライム・カレンシー』の発売日が2012年8月28日になることと、アルバムのアートワークを発表した。
2012年7月26日、アルバムのタイトル曲「サブライム・カレンシー」が『オルタナティヴ・プレス』の公式ウェブサイトでプレミアされた。2012年8月14日、アルバム第3弾シングルとして「サブライム・カレンシー」を発表。翌15日、収録曲の「アンリハーサルド」がRCRD LBLにおいて無償ダウンロード開始。2012年8月22日、収録曲の「ベヒーモス」がCMJの公式ウェブサイトでプレミアされた。
2012年8月28日にアルバム『サブライム・カレンシー』を発表。シングル「サブライム・カレンシー」のミュージック・ビデオは同年9月7日に発表になった。

### 『ソムナンビュリスト』（2013年 - 現在）
2013年6月6日にアバンダンド・プールズのツイッターの公式アカウントで、新たなアルバム『ソムナンビュリスト』が2013年7月2日にリリースされると発表した。後になって2013年7月9日にリリースが延期になったと発表した。
2013年11月26日に発売になったアルバム『ハイプ・ミュージック・プレンゼンツ・ホリデイズ Vol. 1』に、クリスマス・ソング「牧人ひつじを」のアバンダンド・プールズによるカバーが収録された。

## ディスコグラフィ

### イールズ
| アルバム詳細 |
| --- |
| 『ビューティフル・フリーク』 - リリース: 1996年8月13日 - レーベル: ドリームワークス・レコード - シングル: 「ノボカイン・フォー・ザ・ソウル」「スーザンズ・ハウス」「ラグズ・トゥ・ラグズ」「ユア・ラッキー・デイ・イン・ヘル」「ビューティフル・フリーク」 |

### アバンダンド・プールズ
フル・アルバム
| アルバム詳細 |
| --- |
| 『ヒューマニスティック』 - リリース: 2001年9月25日 - レーベル: エクスタシー・レコード・インターナショナル/ワーナー・ブラザース・レコード - シングル: 「レメディー」「マーシー・キス」 |
| 『アームド・トゥ・ザ・ティース』 - リリース: 2005年9月27日 - レーベル: ユニバーサル・レコード - シングル: 「アームド・トゥ・ザ・ティース」                                            |
| 『サブライム・カレンシー』 - リリース: 2012年8月28日 - レーベル: トゥース・アンド・ネイル・レコード - シングル: 「イン・サイレンス」「マリーゴールド」「サブライム・カレンシー」      |
| 『ソムナンビュリスト』 - リリース: 2013年7月9日 - レーベル: ハイプ・ミュージック - シングル: 「レッド・フラッグ」                                                                     |

EP
| アルバム詳細                                                                     |
| -------------------------------------------------------------------------------- |
| 『ザ・リバーブ・EP』 - リリース: 2005年6月7日 - レーベル: ユニバーサル・レコード |

### グレイシャー・ハイキング
| アルバム詳細                                                                               |
| ------------------------------------------------------------------------------------------ |
| 『ザ・カラー・バイ・ナンバー・EP』 - リリース: 2009年1月8日 - レーベル: クリエイトスペース |

### オリバー・ザ・ペンギン
| アルバム詳細                                                                     |
| -------------------------------------------------------------------------------- |
| 『バトン・ブッシャー』 - リリース: 2009年8月5日 - レーベル: ミス・ユー・レコード |

## ミュージック・ビデオ

### アバンダンド・プールズ
| 年     | 楽曲                             | 監督                       |
| ------ | -------------------------------- | -------------------------- |
| 2001年 | 「マーシー・キス」               | フランク・サクラメント     |
| 2002年 | 「レメディー」                   | ストラウス兄弟             |
| 2002年 | 「モンスター」                   | コーリー・キャンポードニコ |
| 2005年 | 「アームド・トゥ・ザ・ティース」 | ディアナ・コンチリオレンズ |
| 2012年 | 「サブライム・カレンシー」       | フランク・サクラメント     |